# Thomas Savery

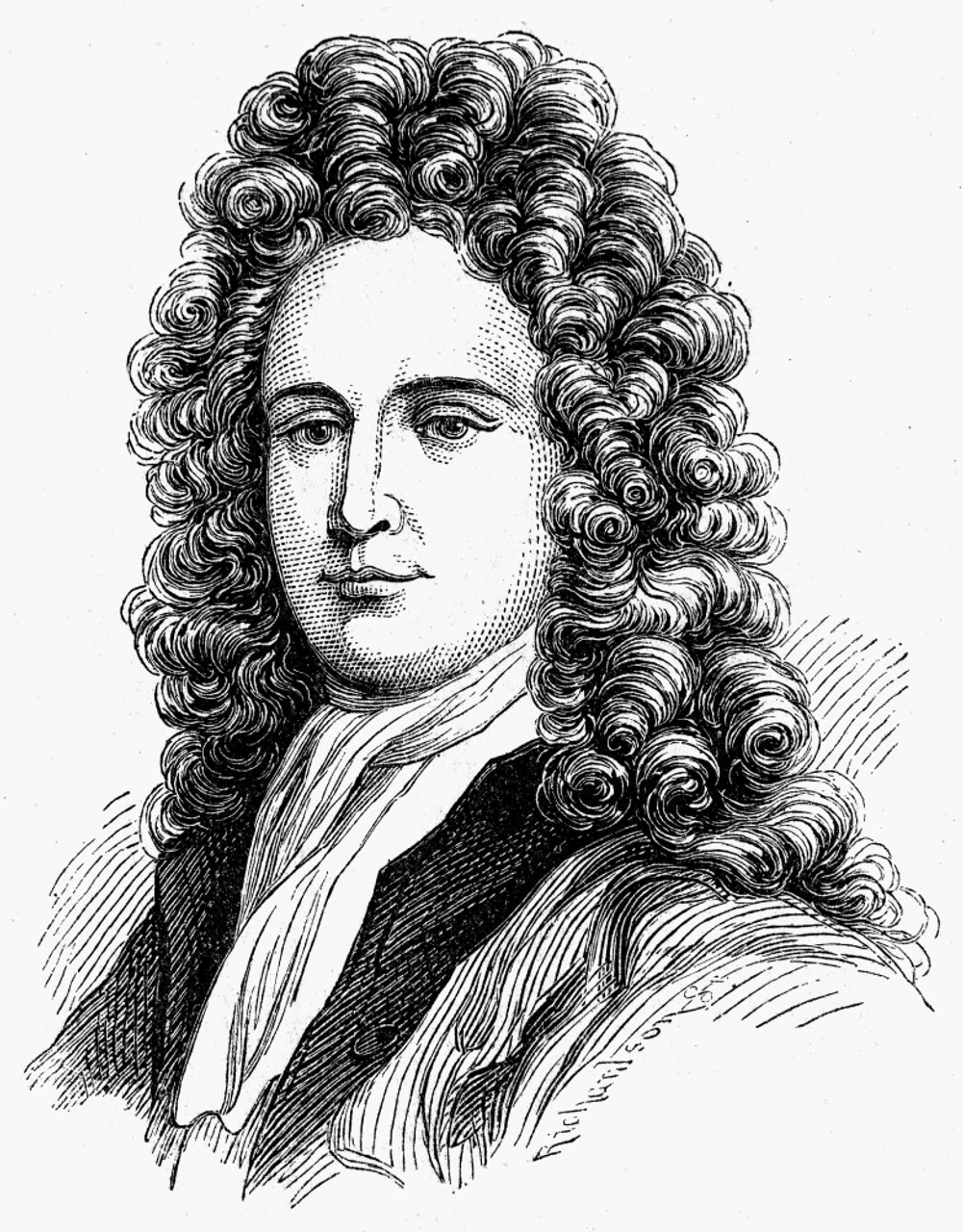
Thomas Savery

Thomas Savery (1650–1715) – angielski inżynier wojskowy i wynalazca.
W 1698 Savery zbudował parowy podnośnik wody, jeden z pierwszych na świecie silników parowych. Ulepszył urządzenia sterowe statków. Wprowadził jednostkę mocy koń parowy, która po wprowadzeniu układu SI zastąpiona została kilowatem. W 1702 roku Savery i Thomas Newcomen założyli fabrykę podnośników parowych.
Pierwszym wynalazkiem Savery'ego był pomysł łódki, która mogłaby pływać w czasie ciszy morskiej. Jednak pomysłu tego nigdy nie udało mu się zrealizować, ponieważ brytyjska marynarka nie była nim zainteresowana.